# سوءاستفاده از آمبولانس در سرکوب خیزش ۱۴۰۱ ایران
سوءاستفاده از آمبولانس در سرکوب خیزش ۱۴۰۱ ایران به استفاده نادرست از آمبولانس برای انتقال نیروهای امنیتی و بازداشت شدگان در خیزش ۱۴۰۱ ایران اشاره دارد.

## گزارش نیویورک تایمز
نشریه نیویورک تایمز در گزارشی تفصیلی به استفاده نهادهای امنیتی جمهوری اسلامی ایران از آمبولانس در مقابله با اعتراضات جاری پرداخته و به نقل از شاهدان عینی گفته‌است که مأموران امنیتی معترضان را به داخل آمبولانس‌هایی که در اختیار داشتند می‌انداختند و می‌بردند.

## اعتراض جامعه پزشکی
- نزدیک به دو هزار پزشک ایرانی ۸ مهر، در بیانیه‌ای ضمن «محکوم کردن خشونت علیه شهروندان»، خواستار توقف استفاده از تجهیزات و نشانه‌های پزشکی از جمله آمبولانس برای اهداف امنیتی و نظامی شدند.[۲]
- ۱۲ مهر جمعی از دانشجویان علوم پزشکی گیلان با برگزاری تحصن در محوطه دانشگاه و گرفتن پلاکارد در دستان خود، نسبت به استفاده از آمبولانس برای جابجایی نیروهای امنیتی و بازداشت دانشجویان اعتراض کردند.[۳]

## واکنش‌ها
- مسعود پزشکیان وزیر سابق بهداشت و نماینده مجلس با بیان اینکه «این چیزی را که دیدم خودم هم نمی‌توانم قبول کنم که از آمبولانس چنین استفاده‌ای کردند!» وعده پیگیری این موضوع و شفاف‌سازی آن در مجلس داد.[۴]

## واکنش‌های بین‌المللی
- وزارت امور خارجه آمریکا با انتشار بیانیه‌ای «سوء استفاده نهادهای امنیتی ایران از آمبولانس برای بازداشت‌شدگان در جریان سرکوب اعتراضات جاری و بازداشت معترضان زخمی در مراکز درمانی» را به شدت محکوم کرد.[۱]